# Vaasa (stacja kolejowa)
Vaasa (fiń. Vaasan rautatieasema) – stacja kolejowa w Vaasa, w prowincji Finlandia Zachodnia, w Finlandii, na linii Seinäjoki–Vaasa–Vaskiluoto. Dworzec zbudowany został w 1882 roku i został rozbudowany w 1908 roku. Budynek dworca został wpisany do rejestru zabytków.